# Пиетрасанта
Пиетрасанта (на италиански: Pietrasanta) е град и община в Италия, в региона Тоскана, на северозападната крайбрежна част на провинцията Лука, наречена Версилия. Населението е 24 931 души (2010). На крайбрежието се намира градът Марина ди Пиетрасанта, най-важният център на общината и летен курорт.